# Луција Шафаржова
Луција Шафаржова (чеш. Lucie Šafářová) чешка је тенисерка. Најбољи пласман на ВТА ранг листи јој је пето место. У појединачној конкуренцији је освојила седам турнира и пласирала се у финале Ролан Гароса 2015. године.
У конкуренцији парова је дошла до првог места ВТА листе и освојила пет гренд слем трофеја са америчком играчицом Бетани Матек Сандс. У пару са Барбором Стрицовом је освојила бронзану медаљу на Олимпијским играма 2016. у Риу де Жанеиру, а пет пута је допринела путу репрезентације Чешке до трофеја Фед купа.

## Каријера
На ИТФ турнирима је почела играти 2001. Године 2002. није играла, да би наставила 2003, а 2004. осваја први турнир у Бергаму Италија, када је у финалу победила Иву Мајоли са 2:1. Исте године осваја и други турнир у Бостаду, да је победила Шахар Пер, а у финалу Ланку Твароску са 2:0.
Први пут улази међу првих 200 на ВТА листи 2005. после победа у Каприолу када је у финалу победила Мервану Југић-Салкић и Есторилу где је савладала три тенисерке из првих 100 и у финалу Кинескињу Ли На. Када је победила и у Престојеву Татјану Гарбин померила се на 80 место на ВТА листи.
Напредак наставља и у 2006-ој години, када је већ на почетку постала првак на Златној Обали. када у четвртфиналу добија седмопласирану Пати Шнидер, Динару Сафину и у финалу Флавију Пенету са 6:4, 6:3. Од тада постаје редовна учесница на већим турнирима, а у Амелија Ајланду је победила Никол Вајдишову и испала у полуфиналу од Нађе Петрове. Поред неколико добрих резултата улазак у светски врх јој је омео слабији пласман на гренд слем турнирима.
У светски врх улази 2007. када је у Мелбурну прво елиминисала 14. носиоца Франческу Скјавоне, а у четвртом колу браниоца титуле Амели Моресмо са 6:4, 6:3.
После тога у Паризу добија без изгубљеног сета – Вајдишову, Кузњецову и Жистин Енен, али је у финалу изгубила од Петрове са 4:6, 6:1, 6:4. На Ролан Гаросу је опет елиминисала Моресмо и испала од Ане Чакветадзе, а на Вимблдону је испала од Јелене Јанковић у трећем колу са 5:7, 7:6, 6.2.
Шафаржова је члан Фед куп репрезентације Чешке Републике: 2004. и 2006 - 2008.

### Пласман на ВТА листи на крају сезоне
| Година  | 2003. | 2004. | 2005. | 2006. | 2007. | 2008. | 2009. | 2010. | 2011. | 2012. | 2013. | 2014. |
| Пласман | 533.  | 185.  | 50.   | 41    | 23.   | 65.   | 42.   | 33.   | 25.   | 17.   | 29.   | 17.   |

## Резултати Луције Шафаржове

### Победе у финалу појединачно (6)
| Бр. | Датум      | Турнир                                | Катего- рија | Наградни фонд $ | Подлога      | Противница         | Резултат         |
| --- | ---------- | ------------------------------------- | ------------ | --------------- | ------------ | ------------------ | ---------------- |
| 1   | 25/04/05   | Есторил опен, Есторил                 |              | 140000          | Земља (отв.) | Ли На              | 6:7(4), 6:4, 6:3 |
| 2   | 22/08/05   | Форест Хилс тенис класик, Форест Хилс |              | 74800           | Тврда (отв.) | Сања Мирза         | 3:6, 7:5, 6:4    |
| 3   | 02/01/06   | Гоулд Коуст, Гоулд Коуст              |              | 175000          | Тврда (отв.) | Флавија Пенета     | 6:3, 6:4         |
| 2   | 23.8.2008. | Форест Хилс тенис класик, Форест Хилс |              |                 | Бетон (отв.) | Пенг Шуај          | 6:4, 6:2         |
| 2   | 15.9.2013. | WTA Квебек, Квебек                    | WTA          | 235.000$        | Тепих (зат.) | Марина Ераковић    | 6:4, 6:3         |
| 2   | 28.2.2015. | Отворено првенство Катара, Доха       | WTA премијер | 731.000$        | Бетон (отв.) | Викторија Азаренка | 6:4, 6:3         |

### Порази у финалу појединачно (2)
|   | Датум    | Име и место турнира                              | Кат. | ($)    | Терен        | Противник        | Резултат      |
| - | -------- | ------------------------------------------------ | ---- | ------ | ------------ | ---------------- | ------------- |
| 1 | 13/06/05 | Отворено првенство Схертогенбосха, Схертогенбосх |      | 170000 | Трава (отв.) | Клара Закопалова | 3:6, 6:2, 6:2 |
| 2 | 05/02/07 | Отворено првенство Париза, Париз                 |      | 600000 | Тепих (зат.) | Нађа Петрова     | 4:6, 6:1, 6:4 |

## Гренд слем финала

### Појединачно: 1 (1 пораз)
| Исход | Година | Турнир                       | Подлога | Противница      | Резултат           |
| ----- | ------ | ---------------------------- | ------- | --------------- | ------------------ |
| Пораз | 2015.  | Отворено првенство Француске | Шљака   | Серена Вилијамс | 3:6, 7:6(7:2), 2:6 |

### Парови: 2 (2 победе)
| Исход  | Година | Турнир                                 | Подлога | Партнерка          | Противница                      | Резултат      |
| ------ | ------ | -------------------------------------- | ------- | ------------------ | ------------------------------- | ------------- |
| Победа | 2015.  | Отворено првенство Аустралије у тенису | Бетон   | Бетани Матек Сандс | Џан Јунгжан Џенг Ђе             | 6:4, 7:6(7:5) |
| Победа | 2015.  | Отворено првенство Француске           | Шљака   | Бетани Матек Сандс | Јарослава Шведова Кејси Делаква | 3:6, 6:4, 6:2 |

### Учешће наГренд слемтурнирима

#### Појединачно
| Година | Аустралијан опен | Аустралијан опен | Ролан Гарос | Ролан Гарос     | Вимблдон | Вимблдон        | Ју-Ес опен | Ју-Ес опен        |
| ------ | ---------------- | ---------------- | ----------- | --------------- | -------- | --------------- | ---------- | ----------------- |
| 2005.  | -                | -                | 1. коло     | Никол Вајдишова | 1. коло  | Мери Пирс       | 1. коло    | Јелена Дементјева |
| 2006.  | 1. коло          | М. А. Санчез     | 1. коло     | Анда Пиријану   | -        | -               | 2. коло    | Араван Резај      |
| 2007.  | четвртфинале     | Никол Вајдишова  | 4. коло     | Ана Чакветадзе  | 3. коло  | Јелена Јанковић | 3. коло    | Марион Бартоли    |
| 2008.  | 1. коло          | Каталина Кастано | -           | -               | -        | -               | -          | -                 |

### У пару
| Година | Аустралијан Опен  | Аустралијан Опен                  | Ролан Гарос         | Ролан Гарос                       | Вимблдон               | Вимблдон                  | Ју-Ес Опен          | Ју-Ес Опен              |
| 2005.  | -                 | -                                 | -                   | -                                 | 1 коло Кристина Бранди | Н. Љ. Вивес М. А. Санчез  | 1 коло Закопалова   | К. Морарију Пати Шнидер |
| 2006.  | 1 коло Закопалова | Е. Камерин Т. Гарбин              | 1 коло Закопалова   | Кара Блек Р. Стабс                | -                      | -                         | 1 коло Лисјак       | В. Пасквал П. Суарез    |
| 2007.  | 1 коло Танасугарн | А. Бондаренко Катерина Бондаренко | 1 коло П. Цетковска | А. Бондаренко Катерина Бондаренко | 1 коло П. Цетковска    | Л. Д. Лино А. П. Сантонха | 1 коло П. Цетковска | Данилиду Јасмин Вер     |